# Patient

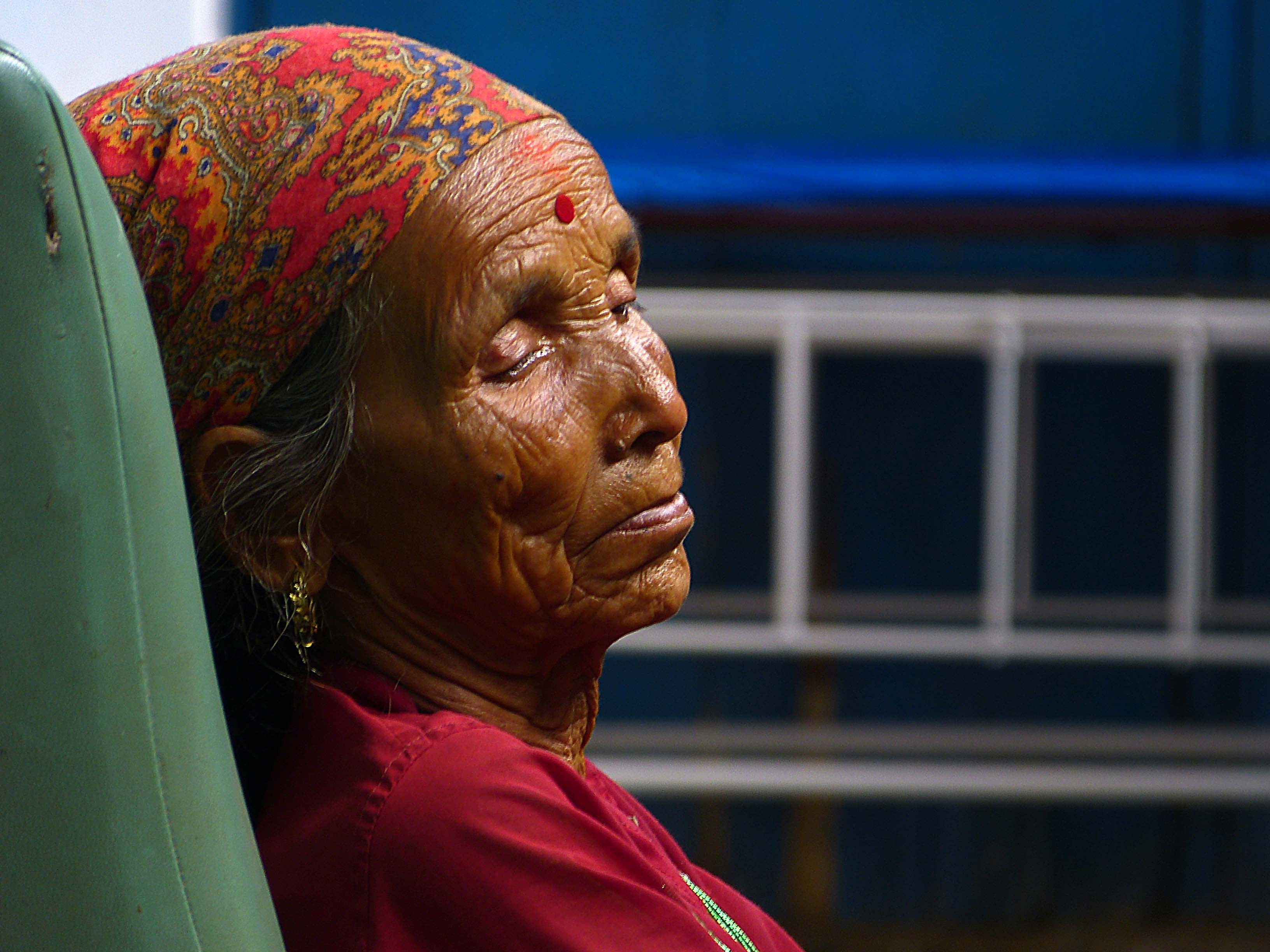
Wartende Patientin in Nepal

Als Patient bzw. Patientin (aus lateinisch patiens ‚leidend, erduldend‘, Partizip Präsens Aktiv von pati ‚leiden, erdulden‘) wird ein Mensch bezeichnet, der ärztliche Dienstleistungen oder Dienstleistungen anderer Personen, die eine Heilbehandlung durchführen, in Anspruch nimmt. Dabei kann es sich um die Vorbeugung, Feststellung oder medizinische Behandlung von Krankheiten oder Folgen eines Unfalls handeln. In der Tiermedizin wird der Ausdruck „Patient“ auf Tiere übertragen.
In einigen psychotherapeutischen Behandlungsverhältnissen wird der Begriff des Klienten (lateinisch cliens ‚der Schutzbefohlene‘) bevorzugt (z. B. in der klientenzentrierten Psychotherapie bzw. Gesprächstherapie), wenn auch für die kassenfinanzierte Psychotherapie in Deutschland der Begriff Patient vorgeschrieben ist.

## Kranke und gesunde Patienten
Patienten leiden häufig an einer Krankheit oder an den Folgen eines Unfalls. Es gibt aber auch gesunde Patienten. Dazu gehören Genesene, Schwangere, Lebendorganspender, Blutspender, Stammzellspender, Neugeborene, Impflinge, Empfänger von Präventionsleistungen und Vorsorgeuntersuchungen, Schwangerschaftsvorsorge, Früherkennungsuntersuchungen, Arbeitsmedizinischen Vorsorgeuntersuchungen, Kindervorsorgeuntersuchungen oder Zahnärztlichen Früherkennungsuntersuchungen sowie Patienten, die sich einer medizinisch nicht indizierten Schönheitsoperation unterziehen.

## Patient-Arzt-Beziehung
Unter der Patient-Arzt-Beziehung versteht man die Beziehung zwischen einem Arzt oder Zahnarzt und dem Patienten, der sich vom Arzt beraten oder behandeln lässt. Wegen in der Regel großer Informations- und Kompetenzunterschiede ist die Beziehung asymmetrisch. Hierzu gehören das anamnestische und therapeutische Gespräch sowie Interaktionen bei der Diagnose oder bei therapeutischen Maßnahmen. Zu nichtärztlichen Therapeuten wie Psychologischen Psychotherapeuten, Psychologen, Heiltherapeuten, Heilpraktikern, Gesundheits- und Krankenpflegern besteht ein ähnlich gelagertes, enges Verhältnis.
Die jeweils sehr individuelle Patient-Arzt-Beziehung mit dem Dialog zwischen diesen beiden Polen (und dem Trialog, der als Dritten die Angehörigen einbezieht) kann entscheidend sein für die Art der Behandlung, für deren Verlauf und Erfolg (vgl. Sprechende Medizin). Die Patientenzufriedenheit ist ein Thema nicht nur der Medizin, sondern auch der Sozialforschung und der Medizinsoziologie.

### Rechtsbeziehungen
Zwischen dem Behandelnden und dem Patienten wird ausdrücklich oder mit Aufnahme der Behandlung ein Behandlungsvertrag geschlossen. Nach diesem schuldet der Behandelnde die ordnungsgemäße Durchführung der Behandlung nach dem zum Zeitpunkt der Behandlung gültigen wissenschaftlichen Standard, den Regeln der ärztlichen Kunst („Lege artis“), also seine professionellen Bemühungen um die Erhaltung oder Wiederherstellung der Gesundheit oder um die Linderung von Leiden des Patienten, nicht aber den Erfolg der Behandlung. Wenn für die Kosten der Behandlung im Rahmen des Sozialgesetzbuchs (SGB V) die Gesetzliche Krankenversicherung aufkommt, so wird der Patient als Kassenpatient (richtiger: Mitglied einer Gesetzlichen Krankenversicherung) oder Allgemeinpatient bezeichnet. Dagegen wird als Privatpatient bezeichnet, wer nicht gesetzlich krankenversichert ist.

### Patientenrechte in Deutschland
In den letzten Jahren wurden die Patientenrechte durch Rechtsprechung, Gesetze und andere Regelwerke stark ausgeweitet und präzisiert. Es wurden Schlichtungs- und Gutachterstellen eingerichtet und 2009 ein Patientenbeauftragter der Bundesregierung berufen.
Am 5. Februar 2013 trat das Gesetz zur Verbesserung der Rechte von Patientinnen und Patienten in Kraft. Die durch dieses Gesetz geschaffenen Neuregelungen umfassen die Grundlagen des Behandlungsvertrages und bündeln die Patientenrechte im Falle eines Behandlungsfehlers. Es wurden erhöhte Anforderungen an die Aufklärung und Information des Patienten eingeführt. Gesetzlich geregelt wurde außerdem das Recht des Patienten auf Einblick in seine Patientenakte. Die für den Patienten im Rechtsstreit wichtige Frage der Verteilung der Beweislast wurde präzisiert, insbesondere, wann es zu einer Beweislastumkehr kommt. Zudem wurden die Krankenkassen zu einer beschleunigten Genehmigung von Behandlungen verpflichtet, die Krankenkassen sollen den Patienten außerdem bei der Durchsetzung seiner Rechte im Falle eines Verdachts auf einen Behandlungsfehler unterstützen.
Die ärztliche Schweigepflicht und der Datenschutz sichern ebenso die Patientenrechte, Verletzungen dieser Rechte können bestraft werden.
Versicherungsnehmer privater Krankenversicherungen können nach § 192 Abs. 8 Versicherungsvertragsgesetz (VVG) vom Versicherer verlangen, dass dieser ihnen vor Beginn einer Heilbehandlung, deren Kosten voraussichtlich 2.000 Euro überschreiten werden, in Textform Auskunft darüber erteilt, ob die beabsichtigte Heilbehandlung von dem Versicherungsschutz umfasst ist. Die Auskunft muss innerhalb von vier Wochen, wenn die Heilbehandlung dringlich ist, unverzüglich, spätestens nach zwei Wochen, erteilt und begründet werden.
Es gibt zahlreiche Verbände, die die Rechte und Interessen der Patienten im Gesundheitssystem vertreten. Hierzu gehört die Stiftung Unabhängige Patientenberatung Deutschland (UPD). Andere sind von der Pharmaindustrie initiiert, gesteuert und finanziert (Pseudo-Patientenverbände).

### Arzt-Patienten-Verhältnis im 21. Jahrhundert
Nach Untersuchungen der Arzt-Patienten-Verhältnisse wurden gravierende Unterschiede zum Wandel dieser Verhältnisse festgestellt. Bis in die 1970er und 1980er Jahre nahmen Erkrankte ihre Leiden als „Schicksal“ auf und hofften auf Heilung. Durch die zunehmende Kommerzialisierung des Gesundheitswesens kam es zu einer „Entindividualisierung der Patient-Arzt-Beziehung“. Die Einstellungen von Versicherten verlagerten sich vom Hoffen auf Heilung zum Anspruch auf Heilung im Rahmen eines Versicherungsfalles. Auf ärztlicher Seite haben sich Rahmenbedingungen ebenfalls geändert. Zukünftige Aufgabenbereiche und die Ausrichtung der ethischen Verantwortung von Ärzten bedarf der Überprüfung. Es sind im 21. Jahrhundert drei Kerngruppen von Patienten absehbar: 1. Schwerkranke, 2. chronisch Kranke und 3. auf Vorsorge oder andere Dienstleistungen bedachte Menschen. Insbesondere bei letzter Gruppe wird der Arzt als Auftragnehmer und der Patient als Kunde betrachtet werden.